# Hjalmar Humble
Carl Olof Hjalmar Humble, född den 4 september 1890 i Norrtälje, död den 6 maj 1934 i Stockholm, var en svensk ämbetsman. Han var bror till Sixten Humble.
Humble avlade juris kandidatexamen 1914. Han blev amanuens i Lantförsvarsdepartementet 1914, andre kanslisekreterare där 1917, tillförordnad förste kanslisekreterare 1918, ordinarie förste kanslisekreterare och tillförordnat kansliråd i Försvarsdepartementet 1920, kansliråd i Kunglig Majestäts kansli 1922, expeditionschef i Försvarsdepartementet 1923, tillförordnad statssekreterare där 1924 och ordinarie statssekreterare 1927. Humble var generalsekreterare hos Försvarskommissionen från 1930 till sin död. Han blev riddare av Nordstjärneorden 1924, kommendör av andra klassen av samma orden 1927 och kommendör av första klassen 1930. Humble vilar i en familjegrav på Norra begravningsplatsen utanför Stockholm.